# Aronne Abulrabi
Aronne Abulrabi (Aaron Ben Gershon Abu Al-Rabi; Catania, 1400 – 1450) è stato un rabbino e astrologo italiano.
Studioso rabbinico e cabalista chiamato anche Aldabi o Alrabi, Aronne Abulrabi è stato il primo ebreo della storia a essere invitato al cospetto di un pontefice (papa Martino V) per discutere liberamente e senza censura di argomenti di natura religiosa.

## Vita
Era genero di Don Mosè Gabbai, un esule originario di Maiorca. Aronne era il più giovane di cinque fratelli, tutti studiosi rabbinici;  gli altri erano Shallum (Sellum), Baruch (Benedetto), Moses (Mosè) e Isaac (Isacco).
Studiò a Treviso, capoluogo dell'allora Marcha Tarvisina, e aveva familiarità con la letteratura scientifica e filosofica del suo tempo; era un ottimo grammatico e aveva una naturale predisposizione nell'esprimersi anche in lingua araba.
Come suo padre, s'interessò di astrologia e amava studiare e consultare l'oroscopo. Era poi un cultore della Cabala, benché a volte il suo spirito critico andava in conflitto con le sue dottrine.
Durante i suoi viaggi visitò la Turchia, l'Egitto, la Palestina, Damasco e Caffa in Crimea. A Gerusalemme si cimentò in numerose dispute con i Caraiti, per fronteggiare i quali   aveva  con irremovibile orgoglio redatto un Commentario sul Pentateuco allo scopo di  rendersi il principale fautore della difesa della causa teologica rabbinica.
Durante una visita a Roma fu convocato in udienza dal papa Martino V che lo accolse con il suo stuolo di cardinali. Martino V era notoriamente tollerante e ben disposto nei confronti degli Ebrei e spesso affrontava discussioni di natura religiosa con loro in maniera amichevole.
In questa occasione sottopose ad Aronne una serie di argute osservazioni concernenti  passaggi Biblici e Talmudici.
Tra le altre cose chiese al suo interlocutore se l'utilizzo dei "Cherubini nel Santo dei Santi" non fosse alquanto contraddittorio se messo in relazione con il Secondo Comandamento, che proibisce l'idolatrìa.
Aronne nel suo Commentario fa riferimento numerose volte a tale argomentazione e alle risposte che diede al Pontefice.